# Oxyrrhepes meyeri
Oxyrrhepes meyeri är en insektsart som beskrevs av Willemse, C. 1936. Oxyrrhepes meyeri ingår i släktet Oxyrrhepes och familjen gräshoppor. Inga underarter finns listade i Catalogue of Life.